# اریک سابین
اریک سابین (انگلیسی: Éric Sabin؛ زادهٔ ۲۲ اوت ۱۹۷۵) بازیکن فوتبال اهل فرانسه است.
از باشگاه‌هایی که در آن بازی کرده‌است می‌توان به باشگاه فوتبال کویینز پارک رنجرز، باشگاه فوتبال سوئیندون تاون، باشگاه فوتبال بوستون یونایتد، باشگاه فوتبال آکسفورد یونایتد، باشگاه فوتبال نیم المپیک، و باشگاه فوتبال نورث‌همپتون تاون اشاره کرد.
وی همچنین در تیم ملی فوتبال مارتینیک بازی کرده‌است.